# Иван Кючуков (футболист)
Иван Страхилов Кючуков (роден на 1 февруари 1946 г.) е български футболист, полузащитник и треньор.

## Футболна кариера
В своята състезателна кариера Кючуков е играл за Марек (Дупница) (1963–1965 и 1970–1972), Ботев (Пловдив) (1965–1970), Локомотив (Пловдив) (1972–1976) и Асеновец (Асеновград) (1976–1978). Има 266 мача и 27 гола в А група (121 мача с 10 гола за Ботев, 76 мача с 9 гола за Локомотив (Пд) и 69 мача с 8 гола за Марек).
Шампион на България с Ботев през 1967, вицешампион с Локомотив (Пд) през 1973 и бронзов медалист с Локомотив (Пд) през 1974 г.
В евротурнирите има 14 мача и 1 гол (2 мача в КЕШ за Ботев и 12 мача с 1 гол в Купата на УЕФА - 4 мача за Ботев и 8 мача с 1 гол за Локомотив Пд).
След края на състезателната си кариера завършва ВИХВП (Пловдив), специалност „Технология на вината“.

## Треньорска кариера
Треньорската кариера на Иван Кючуков започва през 1981 г. в Асеновец (Асеновград). През 1984 г. поема ФК Димитровград и за две години успява да го изведе от В до А група, като заради успехите отборът получава прозвището "българският Нотингам". Кючуков обаче не води тима в елита, тъй като през лятото на 1986 г. поема олимпийския отбор на България и в същото време става помощник на Христо Младенов в А националния отбор.
През 1989 г. той става един от първите български треньори, които завършват прочутата школа в Кьолн, Германия. През 1991 г. застава начело на турския Кършияка (Измир), като успява да го изведе до промоция в Турска Суперлига. През сезон 1994/95 Кючуков е треньор на Локомотив (Пловдив), а впоследствие поема Левски (София). Бил е също наставник на турския Алтай, Спартак (Пловдив), Черноморец (Бургас), Марек (Дупница), Нафтекс (Бургас) и Черноморец (Балчик). От 2011 г. е учител в спортното училище в Чепеларе.

## Успехи

### Като футболист
Ботев (Пловдив)
- А група:
  -  Шампион: 1966/67

Локомотив (Пловдив)
- А група:
  -  Вицешампион: 1972/73
  -  Бронзов медалист: 1973/74